# Argoctenus australianus
Argoctenus australianus är en spindelart som först beskrevs av Karsch 1878.  Argoctenus australianus ingår i släktet Argoctenus och familjen taggfotsspindlar.
Artens utbredningsområde är New South Wales. Inga underarter finns listade i Catalogue of Life.